# 青木初夫
青木初夫（あおき はつお、1936年4月8日 - 2022年4月11日）は、日本の実業家。元アステラス製薬株式会社代表取締役会長。

## 人物
群馬県出身。群馬県立渋川高等学校を経て、1960年に東京大学農学部農芸化学科を卒業。同校で1963年に農学修士、1972年に農学博士。研究畑出身であるが、米国支社社長などを経て、1999年藤沢薬品工業の社長に就任。山之内製薬との合併に踏み切り、2005年アステラス製薬を誕生させた。
2022年4月11日午前6時16分、膵臓がんのため死去。86歳没。

## 職歴
- 1960年4月 藤沢薬品工業株式会社入社[1]
- 1971年-1972年 米国シラキュース大学生物研究所留学
- 1973年-1983年 中央研究所主任研究員
- 1977年9月　東京大学 農学博士　論文の題は「新しいベータラクタム抗生物質・ノカルディシンAに関する研究」[3]。
- 1983年-1986年 探索研究所長
- 1986年-1987年 医薬事業本部企画室部長
- 1987年-1990年 研究開発総本部副本部長
- 1987年-1990年 研究開発総本部国際開発本部長
- 1988年6月 取締役就任[1]
- 1990年-1992年 研究開発総本部長
- 1993年1月 常務取締役就任[1]
- 1993年1月 Chairman & CEO, Fujisawa USA, Inc. 就任
- 1995年6月 代表取締役 専務取締役就任[1]
- 1996年1月 医薬事業部長就任
- 1999年6月 代表取締役社長就任[1]
- 2000年6月 執行役員就任
- 2005年4月 アステラス製薬株式会社代表取締役会長就任[1]
- 2008年6月 同相談役就任[1]
- 2010年6月 相談役制度廃止に伴い退任[1]

## 団体・公職歴
- 2004年5月 日本製薬工業協会会長就任
- 2004年5月 日本製薬団体連合会副会長就任

## 賞罰
- 1988年4月  日本農芸化学会賞受賞[1]
- 1996年11月 大阪府薬事功労者知事表彰[1]
- 2004年5月  全国発明表彰・発明実施功績賞受賞[1]
- 2009年11月 旭日重光章受章[1]